# Divalia

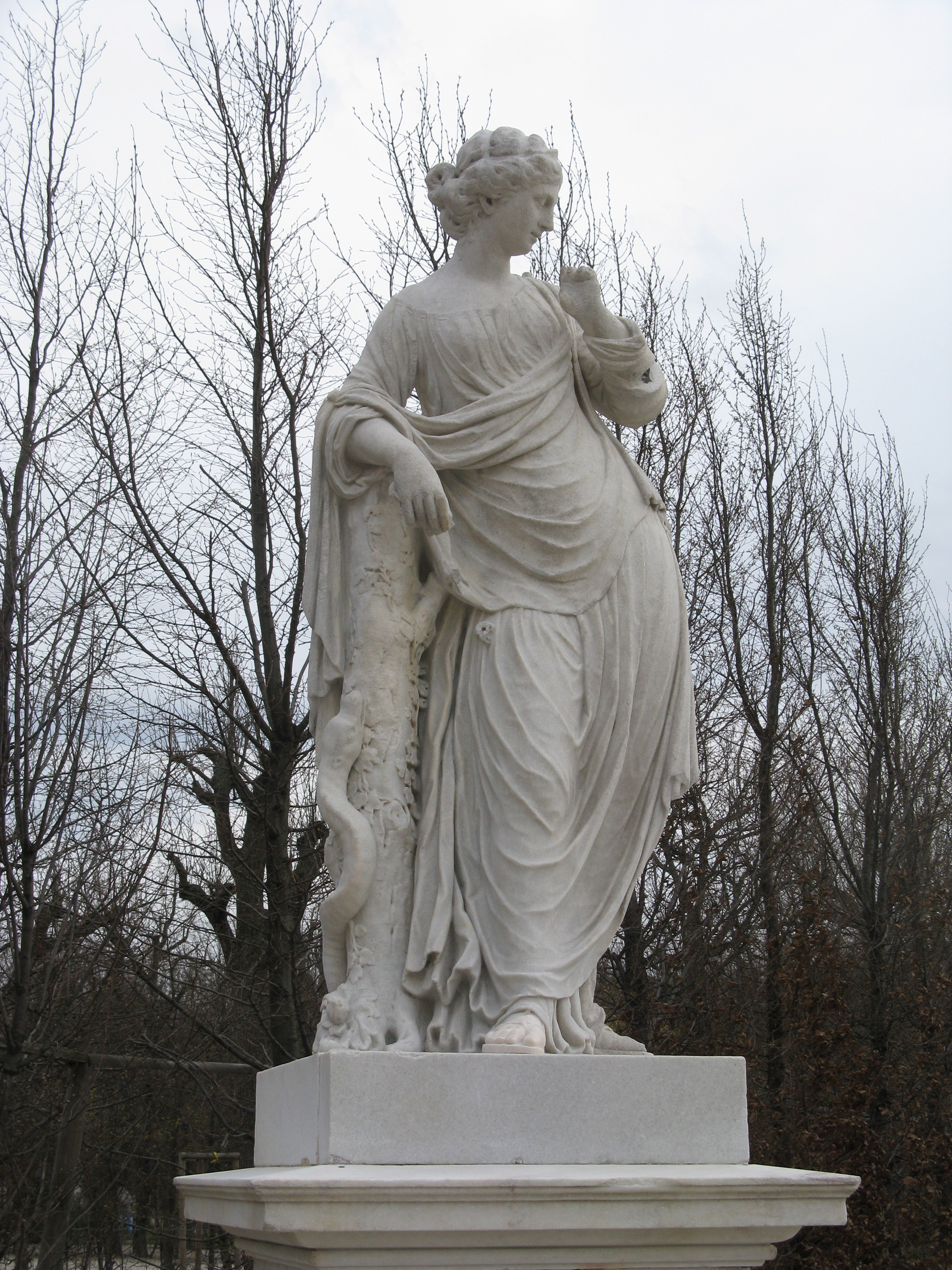
Statue représentant la déesse Angerona. Photographie prise par Johann Christian Wilhelm Beyer

Dans la Rome antique les Divalia (ou Angeronalia) sont une fête religieuse romaine célébrée le 21 décembre en l'honneur de la déesse Angerona.
Le jour de la fête, date du solstice d'hiver, les pontifes célébraient des sacrifices dans le temple de Volupia, la déesse du contentement, où se trouvait une statue d'Angerona, la représentant l'index posé sur sa bouche fermée. 